# 三菱・3G8型エンジン

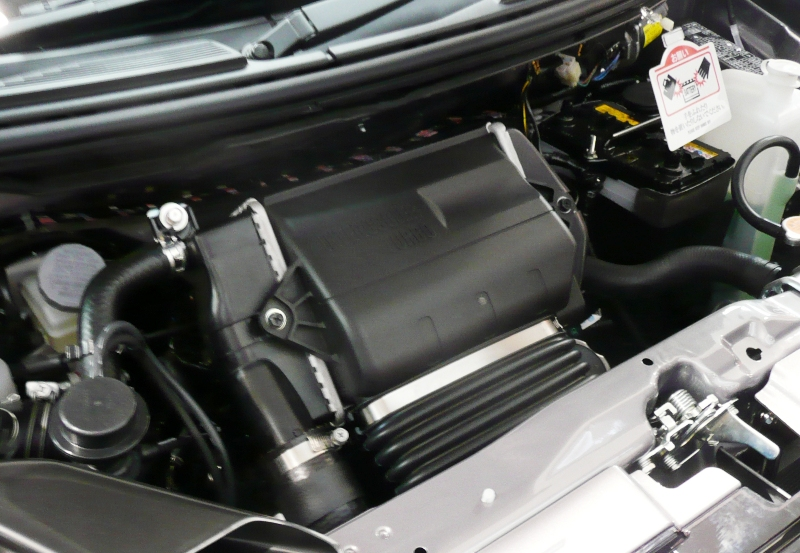
3G83
eKスポーツ用SOHC12バルブインタークーラーターボ仕様

三菱・3G8型エンジンは、三菱自動車工業が1986年（昭和61年）12月から2013年（平成25年）12月まで製造していたガソリンエンジンの系列である。登場当初は同社のサイクロンエンジンシリーズのバリエーションのひとつだった。

## 概要
1987年1月における同社製の5代目ミニカのマイナーチェンジの際に、従来のG23B型の後継として採用されて以降、同社製の軽自動車に幅広く搭載されていた。
1990年1月の軽自動車の規格改定を境として、排気量が550ccクラスの3G81型および660ccクラスの3G83型が存在する。後者は前者の排気量を拡大したものであり、基本構造はほぼ共通である。また3G83型には軽自動車用3気筒エンジンとしては珍しくバランサーシャフトを採用している。
2006年に登場したi(アイ)に採用されている3B20型が事実上の後継とされるが、同機は当初、iのパッケージングに合わせて専用設計された側面が強く、同社のその後の軽自動車分野の商品展開においても3G83型が引き続き採用されていた。2013年6月に3代目eKシリーズ、および初代日産・デイズ用に新たに再設計・再開発された第2世代の3B20型が登場し、既存の軽乗用車用の3G83型は登場から24年目にしてようやくその役目を終えることとなった。2013年12月現在の時点ではミニキャブ、およびそのOEMにあたる日産・NV100/NT100クリッパー用の3G83型のみが製造されていたが、同社が同月末をもって電気自動車のミニキャブMiEVシリーズを除く軽商用車市場からの全面撤退を表明したため3G83型の製造を終了。また、各種補修用ASSY部品としての製造も2021年（令和3年）12月を以て終了した。なお、2019年には3B20型の間接上の後継エンジンとなる愛知機械工業製のBR06型が登場している。
三菱製軽自動車の輸出向け車両用としては、800ccの3G82型が製造されており、三菱の技術供与を受けていた台湾の中華汽車では、このエンジンにもう1気筒継ぎ足すかたちで拡大再設計された4G82型が製造されていた。なお、本稿では4G82型についても便宜上記述する。
なお、3G82のオイルシール脱落およびオイル漏れのトラブルについては平成22年から24年にかけて4回のリコールが行われオイルシール交換と脱落防止金具が設置される改善施策が取られた。このリコールについては、会社がオイルシール台座のサイズおよび粗面仕上げ不良による多数のトラブルを認識していながら、ユーザーが油圧警告灯が点灯してから対処可能としてユーザーに周知徹底していなかったことについて国土交通省自動車局の立入検査（特別監査）を受けている。詳しくは2005年のオイル漏れの不具合に関する三菱自動車・3G83エンジンに関する問題を参照。

## 機構
基本構成は水冷直列3気筒。
当初は機械式キャブレター方式のジェットバルブ付・多球形燃焼室を用いたSOHC6バルブ仕様しか存在しなかったが、その後は改良が重ねられ、様々な仕様が登場した。1998年（平成10年）に8代目ミニカなどの新規格の軽自動車が登場して以降は、全てECI方式SOHC12バルブに統一されている。この際、MVV（リーンバーン）仕様が登場したが、排気ガス規制の観点から2001年（平成13年）以降、従来型と混在するかたちで廃止されて行った。シリンダーブロックは鋳鉄製で、可変バルブ機構も未採用のままであり、今日の軽自動車用エンジンとしては設計の古さは否めないが、登場から26年に渡って熟成されてきたこともあり、信頼性がある。
550ccクラスの3G81型には、量産市販車では世界初となるDOHC5バルブ仕様（1気筒当たり吸気3、排気2）が存在した。これは6代目ミニカの初期に存在したグレード「ダンガン」に搭載され、ターボと組み合わせることによって、同社製軽自動車の中で初めて自主規制値の64馬力を達成した。同機は軽自動車の規格改定後も半年ほど550ccのままで併売された。また、同じく5バルブで自然吸気仕様のものも存在した。
このDOHC5バルブ機構は後に3G83型や4気筒の4A30型にそのまま引き継がれた（3G83型DOHC5バルブ・1990年3月 - 1993年12月まで。4A30型DOHC5バルブ・1993年9月 - 2002年9月まで）。

## 諸元
※かっこはその諸元の仕様の存在が確認された年月であり、必ずしも初登場の年月を表すものではない。また、下記以外にも複数の仕様が存在する。

### 3G81

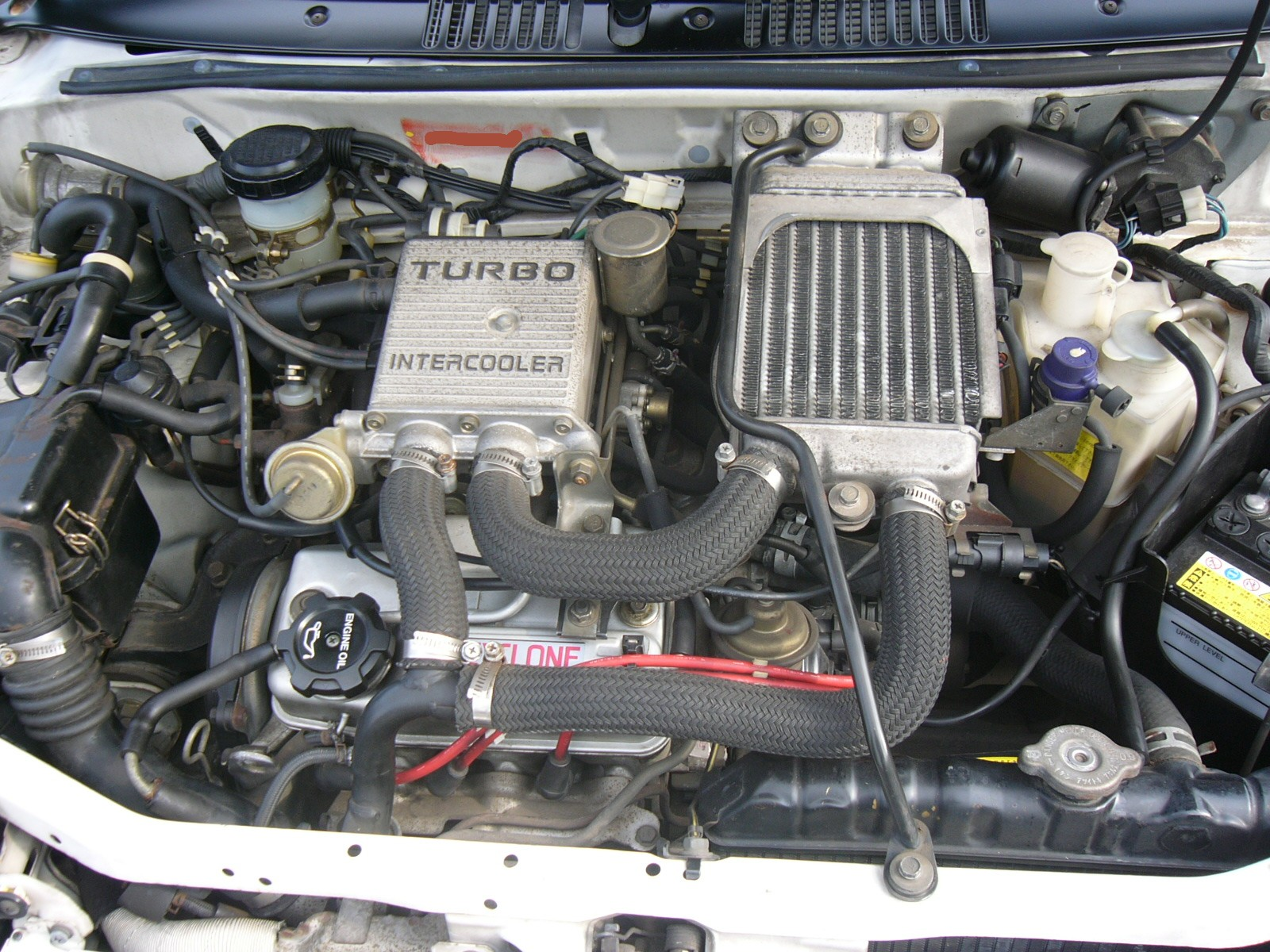
1988年式ミニカエコノZEO(H14V型)の3G81ターボ。キャブターボ仕様であるが、回転域に応じてインタークーラーの使用の有無を切り換えてターボラグを最小限に抑える可変式エアインテークを備えている。

- 構成　直列3気筒 SOHC 6バルブ (製造期間：1987年-1990年)
  - 排気量　548cc
  - ボア(mm)×ストローク(mm)　62.3×60.0
  - 圧縮比　9.8
  - 出力・トルク
    - (1)30PS/6,500rpm　4.2kg·m/3,000rpm(ダウンドラフト1バレル式キャブレター)
    - (2)32PS/6,500rpm　4.3kg·m/4,000rpm(ダウンドラフト2バレル式キャブレター)
    - (3)30PS/5,500rpm　4.4kg·m/4,000rpm(サイドドラフト1バレル式・可変ベンチュリキャブレター)

  - 主な採用車種
    - (1)ミニカエコノ(5代目の1987年1月のマイナーチェンジより。)
    - (2)ミニカ(5代目の1987年1月のマイナーチェンジより。)
    - (3)ブラボー(初代)
      - ミニキャブ(4代目の1987年6月のマイナーチェンジより。)

- 構成　直列3気筒 SOHC 6バルブ インタークーラー付ターボ (製造期間：1987年-1988年)
  - 排気量　548cc
  - ボア(mm)×ストローク(mm)　62.3×60.0
  - 圧縮比　8.5
  - 出力・トルク
    - 50PS/6,500rpm　6.7kg·m/3,500rpm(ダウンドラフト1バレル式キャブレター)

  - 主な採用車種
    - ミニカターボ、ミニカエコノターボ(5代目の1987年1月のマイナーチェンジより。)

- 構成　直列3気筒 DOHC 15バルブ ECI インタークーラー付ターボ (製造期間：1989年-1990年)
  - 排気量　548cc
  - ボア(mm)×ストローク(mm)　62.3×60.0
  - 圧縮比　8.5
  - 出力・トルク　64PS/7,500rpm　7.6kg·m/4,500rpm
  - 主な採用車種
    - ミニカ(6代目の「ダンガン」に採用。)

- 構成　直列3気筒 DOHC 15バルブ (製造期間：1989年-1990年)
  - 排気量　548cc
  - ボア(mm)×ストローク(mm)　62.3×60.0
  - 圧縮比　10.0
  - 出力・トルク
    - (1)38PS/7,000rpm　4.4kg·m/4,500rpm(ダウンドラフト2バレル式キャブレター)
    - (2)46PS/7,500rpm　4.7kg·m/5,500rpm(ECI)

  - 主な採用車種
    - ミニカ(6代目の1989年8月のマイナーチェンジと共に登場し、(1)キャブレター仕様と(2)ECI仕様が混在した。)

- 構成　直列3気筒 SOHC 6バルブ スーパーチャージャー (製造期間：1987年-1991年)
  - 排気量　548cc
  - ボア(mm)×ストローク(mm)　62.3×60.0
  - 圧縮比　8.5
  - 出力・トルク　46PS/6,000rpm　6.0kg·m/4,000rpm(サイドドラフト1バレル式・可変ベンチュリキャブレター)
  - 主な採用車種
    - ブラボー(初代)
    - ミニキャブ(4代目の1987年6月のマイナーチェンジより。)

### 3G82
1985年、日本国外輸出仕様の2G25エンジンの後継として登場。2G25と同じく800ccクラスのエンジンである。
- 構成　直列3気筒 SOHC 6バルブ (製造期間：1985年 - 1992年)
  - 排気量　796cc
  - ボア(mm)×ストローク(mm)　65.0×80.0
  - 出力・トルク　45PS
  - 主な採用車種
    - Mitsubishi Towny (ミニカ台湾仕様)
    - 百利800
    - Jetstar（ミニキャブ東南アジア仕様）

### 3G83

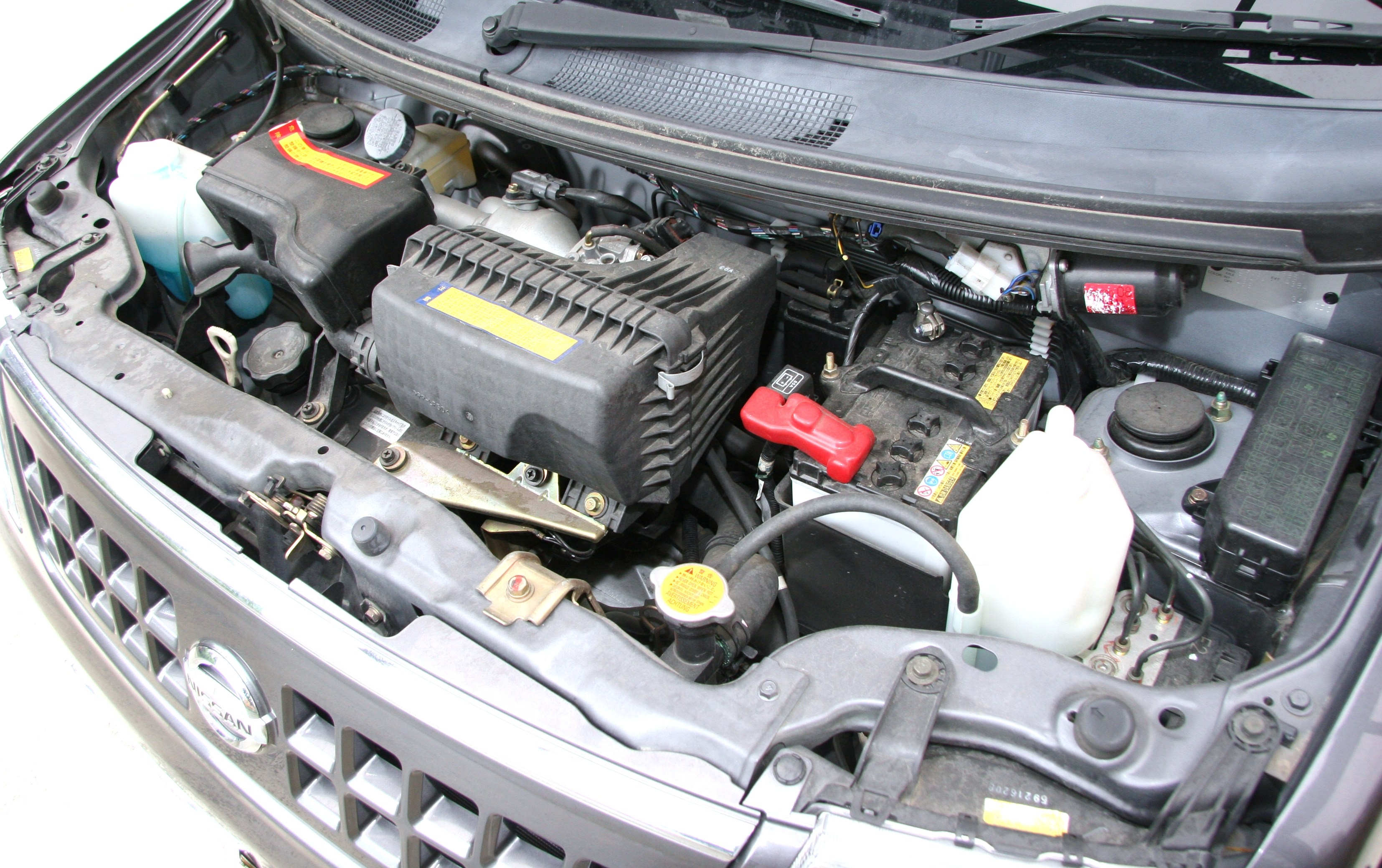
初代日産・オッティの3G83 SOHC 12バルブエンジン

- 構成　直列3気筒 SOHC 6バルブ (製造期間：1990年-1998年)
  - 排気量　657cc
  - ボア(mm)×ストローク(mm)　65.0×66.0
  - 圧縮比　9.8
  - 出力・トルク
    - (1)40PS/6,000rpm　5.2kg·m/4,000rpm(ダウンドラフト2バレル式キャブレター)
    - (2)38PS/5,500rpm　5.3kg·m/4,500rpm(サイドドラフト1バレル式・可変ベンチュリキャブレター)

  - 主な採用車種
    - (1)
      - ミニカ(6代目の規格変更に伴い1990年3月より。後に電子制御式キャブレターに移行。)
      - ミニカトッポ(初代より)

    - (2)
      - ブラボー(2代目)
      - ミニキャブ(4代目の1990年2月のマイナーチェンジより。)

- 構成　直列3気筒 DOHC 15バルブ (製造期間：1990年-1993年)
  - 排気量　657cc
  - ボア(mm)×ストローク(mm)　65.0×66.0
  - 圧縮比　10.0
  - 出力・トルク
    - (1)46PS/7,000rpm　5.3kg·m/4,500rpm(ダウンドラフト2バレル式キャブレター)
    - (2)52PS/7,500rpm　5.7kg·m/5,700rpm(ECI)
    - (3)50PS/7,000rpm　5.8kg·m/5,000rpm(ECI)

  - 主な採用車種
    - (1)・(2)
      - ミニカ(6代目の規格変更に伴い1990年3月より。(2)は「ダンガン」の自然吸気仕様に採用。)
      - ミニカトッポ(初代)

    - (3)ブラボー(2代目)

- 構成　直列3気筒 DOHC 15バルブ ECI インタークーラー付ターボ (製造期間：1990年-1993年)
  - 排気量　657cc
  - ボア(mm)×ストローク(mm)　65.0×66.0
  - 圧縮比　8.5
  - 出力・トルク
    - (1)64PS/7,000rpm　9.8kg·m/3,500rpm
    - (2)64PS/6,500rpm　9.6kg·m/3,000rpm

  - 主な採用車種
    - (1)ミニカ(6代目の規格改定後の「ダンガン」に採用。)
    - ミニカトッポ（初代後期モデルのQtに搭載）
    - (2)ブラボー(2代目)

- 構成　直列3気筒 SOHC 12バルブ (製造期間：1991年-1998年)
  - 排気量　657cc
  - ボア(mm)×ストローク(mm)　65.0×66.0
  - 圧縮比　10.0
  - 出力・トルク　42PS/6,000rpm　5.7kg·m/5,000rpm(サイドドラフト1バレル式・可変ベンチュリキャブレター)
  - 主な採用車種
    - ブラボー(2代目)
    - ミニキャブ(5代目より。)

- 構成　直列3気筒 SOHC 12バルブ ECI (製造期間：1997年-2013年)
  - 排気量　657cc
  - ボア(mm)×ストローク(mm)　65.0×66.0
  - 圧縮比　10.2
  - 出力・トルク
    - (1)50PS/6,500rpm　6.3kg·m/4,000rpm
    - (2)48PS/6,000rpm　6.0kg·m/3,500rpm
    - (3)48PS/6,000rpm　6.3kg·m/4,000rpm

  - 主な採用車種
    - (1)
      - ミニカ(8代目より。当初はMVV仕様も存在。廃止以降も出力・トルクに変化無し。)
      - トッポBJ
      - eK(初代および2代目。初代および2代目の日産・オッティを含む。)
      - トッポ

    - (2)ミニキャブ(5代目の1996年のマイナーチェンジより。日産・クリッパー(軽商用)を含む)
    - (3)タウンボックス（日産・クリッパーリオを含む。）

- 構成　直列3気筒 SOHC 12バルブ ECI インタークーラー付ターボ (製造期間：2002年-2013年)
  - 排気量　657cc
  - ボア(mm)×ストローク(mm)　65.0×66.0
  - 圧縮比　8.5
  - 出力・トルク
    - (1)64PS/6,000rpm　9.5kg·m/3,500rpm
    - (2)64PS/6,000rpm　8.8kg·m/3,000rpm

  - 主な採用車種
    - (1)
      - eK(eKスポーツおよびeKアクティブのみ。初代および2代目の日産・オッティを含む。)
      - トッポ

    - (2)タウンボックス(2002年8月のマイナーチェンジより。日産・クリッパーリオを含む。)

## 4G82

中華汽車・威利

- 構成　直列4気筒 SOHC 8バルブ(製造期間：1988年 - 1998年)
  - 排気量　1,061cc
  - ボア(mm)×ストローク(mm)　65.0×80.0
  - 出力・トルク　43kw(58PS)/5,500rpm　9.1kg·m (89N·m)/3,500rpm[3]
  - 主な採用車種
    - バリカ(威利) - 初期/中期